# Erris Head
Erris Head (iriska: Ceann Iorrais) är en udde i republiken Irland.   Den ligger i grevskapet Maigh Eo och provinsen Connacht, i den nordvästra delen av landet, 270 km väster om huvudstaden Dublin.
Terrängen inåt land är platt. Havet är nära Erris Head åt nordost. Runt Erris Head är det ganska glesbefolkat, med 39 invånare per kvadratkilometer. Närmaste större samhälle är Belmullet, 9,3 km söder om Erris Head. Trakten runt Erris Head består i huvudsak av gräsmarker.